# Mateu Torres Bestard
Mateu Torres Bestard (Palma, 1891 - 1969) fou un militar i polític falangista mallorquí que liderà la repressió política contra els republicans els primers mesos de la Guerra Civil a Mallorca.
Fill de Mateu Torres Perelló i Francisca Bestard Vich, naixé i residí a Palma. El 27 de desembre de 1916 es casà a l'oratori de Sant Roc de la parròquia del llogaret de sa Vileta amb Margalida Palou Coll, nascuda a Sóller i resident a la barriada de El Terreno. En el moment del seu matrimoni era tinent.
El 1907 ingressà en l'Acadèmia d'Infanteria de Toledo. Participà en la Guerra del Marroc. El 1912 estava destinat a Melilla i fou ascendit a tinent primer. Fou ascendit a capità el 1917. El 1927 tornà a Mallorca i el 1930 fou ascendit a comandant. Fou ajudant de Francisco Franco quan aquest fou comandant militar de Balears (1933-1935). Fou el president de la Junta Divisionaria que preparà el cop d'estat del 18 de juliol de 1936 a les Illes Balears, i que estava en contacte amb el general Emilio Mola que dirigia els fils de la conspiració des de Pamplona. En esclatar la Guerra Civil formà part d'un petit comitè que decidia de la vida o de la mort dels suposats desafectes al règim. Era informador de Franco. Essent governador civil de Balears (1936-1937) fou un dels principals impulsors de les desaparicions forçades de republicans mallorquins fins a la primavera del 1937 essent el responsable directe de més de trenta assassinats; dugué a terme una persecució ferotge de la llengua catalana, i inicià una segona, i més dura, depuració dels mestres.
El maig de 1937 fou nomenat primer delegat nacional de les Organizaciones Juveniles (OOJJ) a Salamanca que agrupà diferents organitzacions juvenils que ja existien de la Falange i dels Requetés. El setembre del mateix any deixà aquest càrrec perquè fou nomenat governador civil de Pontevedra. L'abril de 1939, deixà del govern civil de Pontevedra en ser nomenat governador civil de Tarragona on seguí amb la persecució del català que ja havia iniciat a Mallorca. Del 1943 al 1953, amb la graduació de coronel, fou jutge militar eventual de les Balears.